# 東区 (釜山広域市)

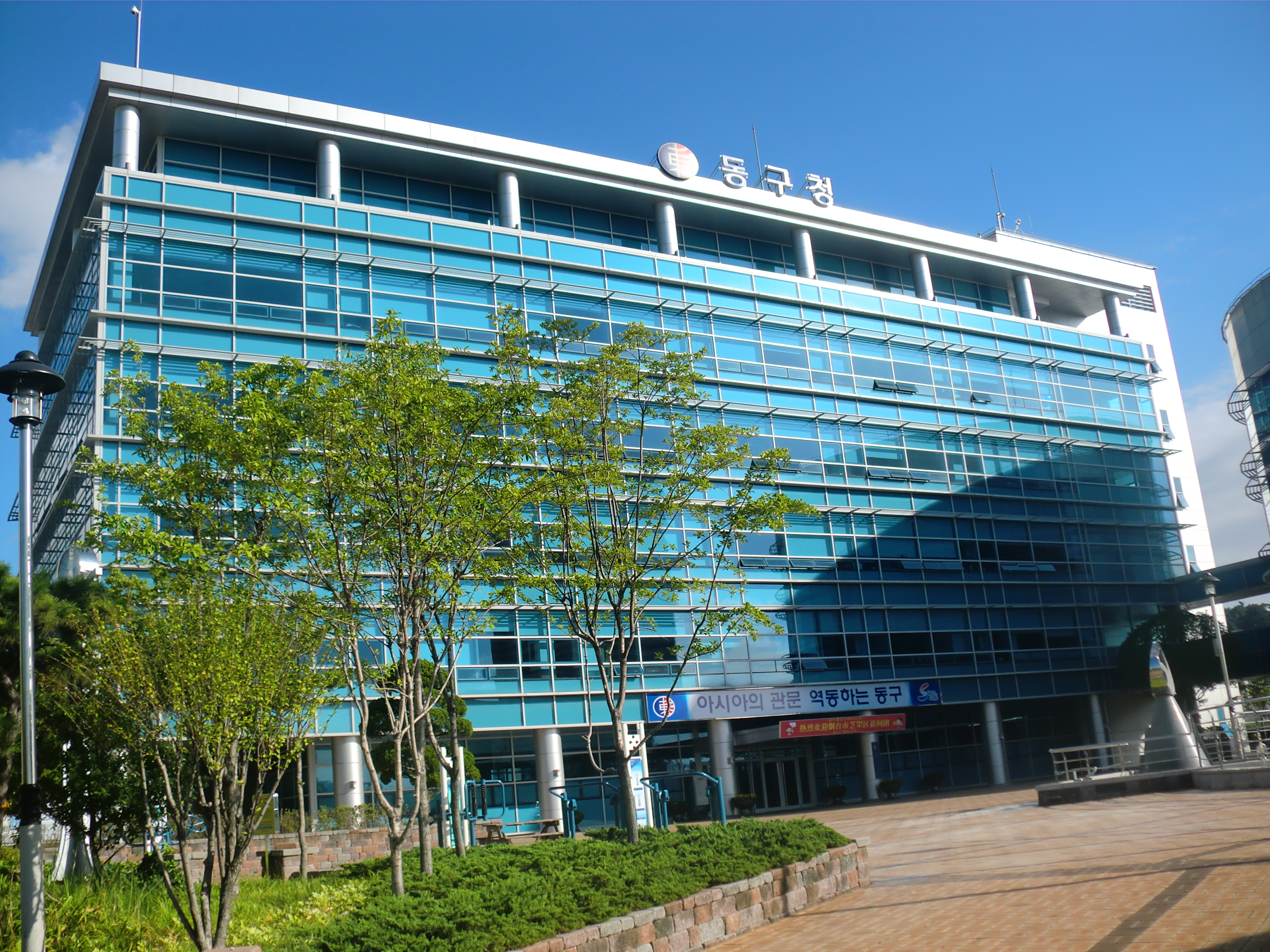
東区庁

東区（トンく）は、大韓民国釜山広域市の区。

## 歴史
- 1957年1月1日 - 釜山市草梁洞・水晶洞・佐川洞および凡一洞・大昌洞のそれぞれ一部の地域をもって、釜山市東区を設置。
- 1975年10月1日 - 凡一洞の一部が南区に編入。

## 行政

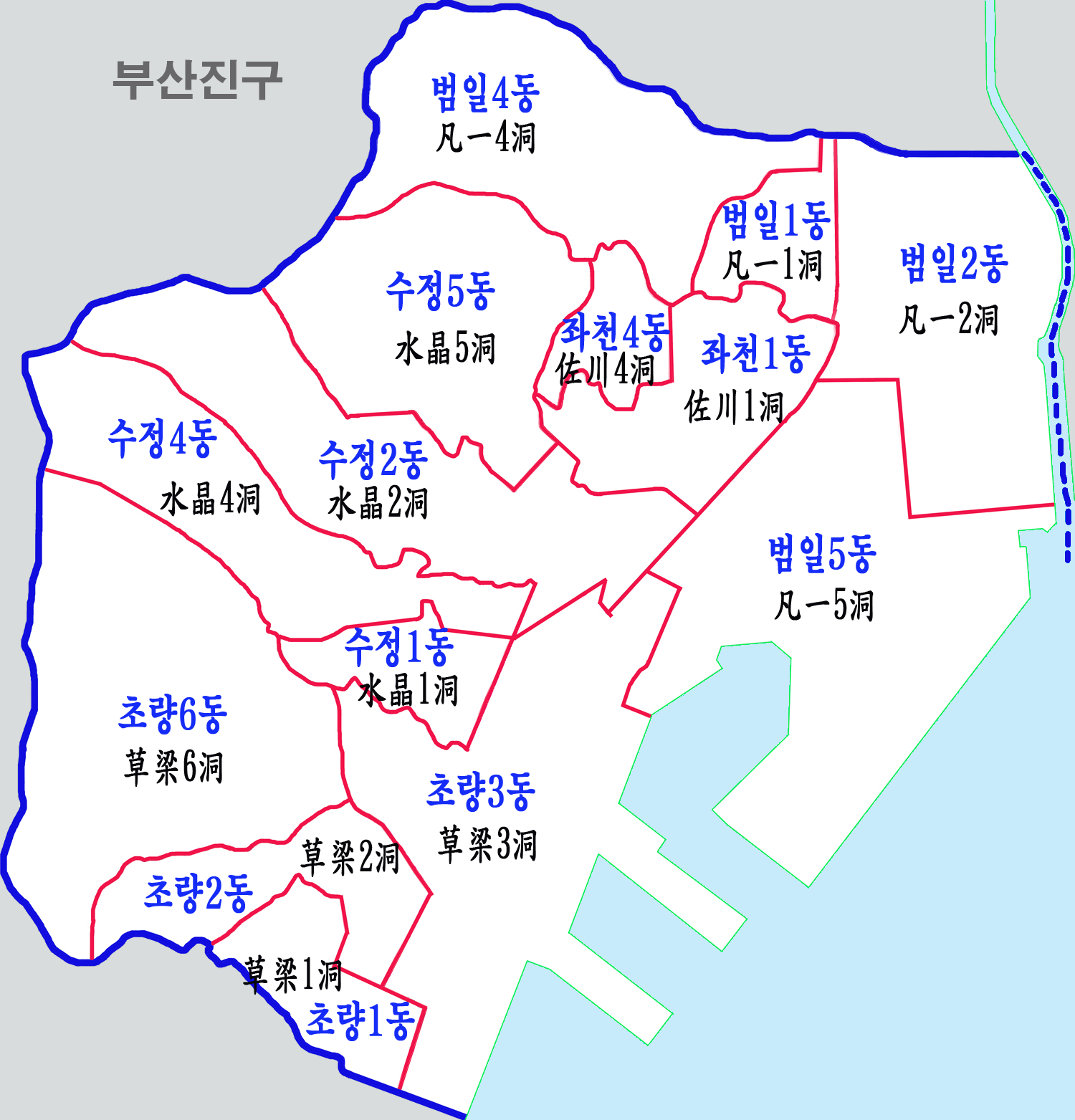
行政区域図

14の行政洞からなる。
| 行政洞                              | 法定洞         |
| ----------------------------------- | -------------- |
| 草梁第1洞（チョリャンジェイルトン） | 草梁洞         |
| 草梁第2洞（チョリャンジェイドン）   | 草梁洞         |
| 草梁第3洞（チョリャンジェサムドン） | 草梁洞         |
| 草梁第6洞（チョリャンジェユクトン） | 草梁洞         |
| 水晶第1洞（スジョンジェイルトン）   | 水晶洞         |
| 水晶第2洞（スジョンジェイドン）     | 水晶洞         |
| 水晶第4洞（スジョンジェサドン）     | 水晶洞         |
| 水晶第5洞（スジョンジェオドン）     | 水晶洞         |
| 佐川洞（チャチョンドン）            | 佐川洞、凡一洞 |
| 凡一第1洞（ポミルジェイルトン）     | 凡一洞         |
| 凡一第2洞（ポミルジェイドン）       | 凡一洞         |
| 凡一第5洞（ポミルジェオドン）       | 佐川洞、凡一洞 |

### 警察
- 釜山東部警察署

### 消防
- 釜山鎮消防署
  - 凡一119安全センター（消防署と兼用）
  - 水晶119安全センター
- 中部消防署
  - 草梁119安全センター
- 港湾消防署
  - 埠頭119安全センター
  - 消防1艇隊

### その他
- 駐釜山日本国総領事館（朝鮮語版）

## 交通

### 鉄道
- 韓国鉄道公社
  - 京釜高速線
    - 釜山駅

  - 京釜線
    - 釜山鎮駅 - 釜山駅

  - 東海線・牛岩線
    - 釜山鎮駅

- 釜山交通公社
  - 釜山都市鉄道1号線
    - 釜山駅駅 - 草梁駅 - 釜山鎮駅 - 佐川駅 - 凡一駅

## 教育
- 釜山高等学校